# Ophiosyzygus
Ophiosyzygus is een geslacht van slangsterren uit de familie Ophiomyxidae.

## Soorten
- Ophiosyzygus disacanthus H.L. Clark, 1911